# Kepler-16
Kepler-16 é um sistema estelar binário na constelação de Cygnus que foi alvo da sonda Kepler. Ambas as estrelas são menores que o Sol; a primária, Kepler-16A, é uma estrela Classe K da sequência principal e o segundo, Kepler-16B, é uma anã vermelha de Classe M. Tem uma distancia de 0.22 AU, e para concluir uma órbita em torno de um centro comum de massa a cada 41 dias.
O sistema é hospedeiro de um exoplaneta conhecido por ter órbita circumbinário: Kepler-16b.

## Sistema planetário
Kepler-16b é um gigante gasoso que orbita duas estrelas no sistema Kepler-16. O planeta é um terço da massa de Júpiter e um pouco menor que Saturno em 0.7538 raio de Júpiter, mas é mais denso. Kepler-16b completa uma órbita quase circular a cada 228.776 dias.

## Outras leituras
- Spin-Orbit Alignment for the Circumbinary Planet Host Kepler-16A , Joshua N. Winn et al. 2011